# Francolim-de-poupa
O francolim-de-poupa ou francolim-de-crista  (Francolinus sephaena) é uma espécie de ave da família Phasianidae.

## Distribuição geográfica
Pode ser encontrada nos seguintes países: Angola, Botswana, República Democrática do Congo, Etiópia, Quénia, Malawi, Moçambique, Namíbia, Somália, África do Sul, Sudão, Essuatíni, Tanzânia, Uganda, Zâmbia e Zimbabwe.